# Ołeksandr Szapował
Ołeksandr Andrijowycz Szapował, ukr. Олекса́ндр Андрі́йович Шапова́л (ur. 1888 we wsi Pysarszczyna, zm. 13 maja 1972 w Chicago) – ukraiński działacz wojskowy, pułkownik armii URL.
W 1917 był dowódcą 1 pułku kozackiego im. Chmielnickiego, w 1918 brał udział w powstaniu przeciw Hetmanatowi.
Za czasów Dyrektoriatu URL był dowódcą Prawobrzeżnego Frontu armii URL w walce z bolszewikami. Od 13 lutego 1919 minister obrony w rządzie Ostapenki. Należał do Ukraińskiej Partii Socjalistów-Niepodległościowców.
Od 1921 na emigracji w Pradze, kierował biblioteką Ukraińskiego Wyższego Instytutu Pedagogicznego im. Drahomanowa. Od 1930 na emigracji w USA, pochowany w Richmond (Maine).